# Pleuroxia carmeena
Pleuroxia carmeena är en snäckart som beskrevs av Alan Solem 1993. Pleuroxia carmeena ingår i släktet Pleuroxia och familjen Camaenidae. Inga underarter finns listade i Catalogue of Life.